# 南淮安左郡
南淮安左郡，中国南北朝时设置的郡。
南朝齐武帝永明八年（490年）之前置南淮安左郡，属司州。治所在慕化县（今河南省信阳市西北），下辖慕化县、栢源县。慕化县在刘宋时属于宋安左郡。与北淮安左郡相区别称之为南淮安左郡。南梁、南陈废南淮安左郡。